# 大大阪記念博覧会
大大阪記念博覧会（だいおおさかきねんはくらんかい）は、1925年（大正15年）3月15日から4月30日まで大阪市で開催された博覧会である。
同年の大阪市の市域拡張による大大阪の実現と、大阪毎日新聞15,000号を祝賀して実施された。

## 歴史
1925年4月1日、大阪市は市域拡張により人口が139万人から203万人に増加。人口で東京市の199万人を抜いて日本一となり、世界でもニューヨーク、ロンドン、ベルリン、シカゴ、パリに次ぐ6位となった。この時代を大大阪時代と呼ぶ。
大阪毎日新聞社ではこの市域拡張を記念して同年3月から4月に大大阪記念博覧会を開催。天王寺公園が第1会場、大阪城の一部が第2会場となり、市内の主要な百貨店が協賛した。
博覧会は1か月半の会期中に約190万人の来場者が訪れた。特に大阪城の会場の城の天守台に造られた「豊公館」と呼ばれる展示施設は約70万人が訪れ、大盛況となった。豊公館の人気を見た後藤新平が、当時大阪市長だった關一に天守閣の再建を進言したとされ、關市長が昭和天皇の即位の大礼の記念事業として天守閣の再建を提案、市民から150万円（現在の価値で750億円）の寄付を募り（1円を5万円相当とする「750億円」の算定は誤り。「日本円貨幣価値計算機」では、1931年の1円は2017年に換算するとGDPを基準に2017年の2,348円相当と算定され、150万円は35億2200万円相当と算定される。）、そのうち47万円を建設費に充てて、1931年11月に天守閣は竣工された。
大阪都市協会は博覧会の剰余金を元に発足した市の外郭団体で、市政普及の月刊誌「大大阪」を発行した。

## 会場
- 天王寺会場（天王寺公園）
  - 本館
  - 機械館
  - パノラマ館
  - 廉売館
  - 朝鮮館
  - 大陸館
  - 台湾喫茶店
  - 娯楽館
  - 参考館
- 大阪城会場
  - 豊公館
- 協賛館
  - 今と昔の大阪館: 三越呉服店大阪支店
  - 美術と新市街の大阪館: 高島屋呉服店
  - 風俗の大阪館: 大丸呉服店
  - 流行の大阪館: 十合呉服店
  - 花の大阪館: 松坂屋呉服店